# Andalous
Pour les articles homonymes, voir Andalou.
Les Andalous sont les habitants ou les personnes ayant une ascendance liée à la région de l'Andalousie, en Espagne. Ils constituent une partie des Espagnols. Historiquement, ce terme désigne les habitants d'Al-Andalus en français. Pour distinguer ces derniers, certains chercheurs utilisent le terme [Andalousiens] ce qui correspond à l'espagnol "andalusíes" (à ne pas confondre avec "andaluces"-andalou en espagnol-).

## Ethnonymie
En espagnol:  Andaluz au  masculin singulier et Andaluza au féminin singulier; Andaluzes au pluriel pour les deux sexes.

## Anthropologie
Les Andalous tiennent leur nom  de l'Al-Andalus, ensemble de territoires qui furent, à un moment ou un autre, sous domination musulmane entre 711 (premier débarquement) et 1492 (prise de Grenade).
Du côté des lignées maternelles uniquement (Adn mitochondrial), une étude de Hernandez et al en 2015  a montré que les Andalous de l'Est et de l'Ouest avaient respectivement 3,6 % et 11,8 %  de lignées maternelles nord-africaines,,.